# Deportistas de España en los Juegos Olímpicos de Sochi 2014
España participa en los Juegos Olímpicos de Sochi 2014 con una delegación de 20 deportistas (14 hombres y 6 mujeres) que competirán en 7 deportes. Responsable del equipo olímpico es el Comité Olímpico Español (COE), así como las dos federaciones nacionales representantes de los deportes con participación: la Federación Española de Deportes de Hielo y la Real Federación Española de Deportes de Invierno.

## Biatlón
Masculino
| Atleta              | Evento     | Tiempo  | Fallos | Posición |
| ------------------- | ---------- | ------- | ------ | -------- |
| Víctor Lobo Escolar | Velocidad  | 28:53,3 | 4      | 84       |
| Víctor Lobo Escolar | Individual | 57:22,8 | 3      | 72       |

Femenino
| Atleta          | Evento      | Tiempo  | Fallos | Posición |
| --------------- | ----------- | ------- | ------ | -------- |
| Victoria Padial | Velocidad   | 23:21,5 | 1      | 52       |
| Victoria Padial | Persecución | 34:30,3 | 2      | 46       |
| Victoria Padial | Individual  | 50:48,5 | 3      | 54       |

## Esquí alpino
Masculino
| Atleta            | Evento          | 1ª ronda | 1ª ronda | 2ª ronda | 2ª ronda | Total         | Total         |
| Atleta            | Evento          | Tiempo   | Posición | Tiempo   | Posición | Tiempo        | Posición      |
| ----------------- | --------------- | -------- | -------- | -------- | -------- | ------------- | ------------- |
| Paul de la Cuesta | Descenso        | —        | —        | —        | —        | 2:09,46       | 28            |
| Paul de la Cuesta | Súper gigante   | —        | —        | —        | —        | No terminó    | No terminó    |
| Paul de la Cuesta | Súper combinada | 1:56,22  | 26       | 55,84    | 23       | 2:52,06       | 22            |
| Ferrán Terra      | Descenso        | —        | —        | —        | —        | 2:11,43       | 34            |
| Ferrán Terra      | Súper gigante   | —        | —        | —        | —        | Descalificado | Descalificado |
| Ferrán Terra      | Súper combinada | 1:57,23  | 34       | 56,31    | 26       | 2:53,54       | 25            |

Femenino
| Atleta        | Evento        | 1ª ronda | 1ª ronda | 2ª ronda | 2ª ronda | Total      | Total      |
| Atleta        | Evento        | Tiempo   | Posición | Tiempo   | Posición | Tiempo     | Posición   |
| ------------- | ------------- | -------- | -------- | -------- | -------- | ---------- | ---------- |
| Carolina Ruiz | Descenso      | —        | —        | —        | —        | No terminó | No terminó |
| Carolina Ruiz | Súper gigante | —        | —        | —        | —        | No terminó | No terminó |

## Esquí de fondo
Masculino
| Atleta                  | Evento         | Clásico | Clásico  | Libre   | Libre    | Final     | Final    |
| Atleta                  | Evento         | Tiempo  | Posición | Tiempo  | Posición | Tiempo    | Posición |
| ----------------------- | -------------- | ------- | -------- | ------- | -------- | --------- | -------- |
| Javier Gutiérrez Cuevas | 15 km clásico  | —       | —        | —       | —        | 43:43,9   | 63       |
| Javier Gutiérrez Cuevas | 30 km skiatlón | 38:58,2 | 55       | 36:30,6 | 60       | 1:16:01,0 | 58       |
| Imanol Rojo             | 15 km clásico  | —       | —        | —       | —        | 42:45,4   | 50       |
| Imanol Rojo             | 30 km skiatlón | 38:26,5 | 50       | 34:35,4 | 47       | 1:13:40,4 | 50       |

| Atleta      | Evento    | Clasificación | Clasificación | Cuartos de final | Cuartos de final | Semifinales | Semifinales | Final     | Final     |
| Atleta      | Evento    | Tiempo        | Posición      | Tiempo           | Posición         | Tiempo      | Posición    | Tiempo    | Posición  |
| ----------- | --------- | ------------- | ------------- | ---------------- | ---------------- | ----------- | ----------- | --------- | --------- |
| Imanol Rojo | Velocidad | 3:48,44       | 60            | No avanzó        | No avanzó        | No avanzó   | No avanzó   | No avanzó | No avanzó |

Femenino
| Atleta      | Evento         | Clásico | Clásico  | Libre   | Libre    | Final   | Final    |
| Atleta      | Evento         | Tiempo  | Posición | Tiempo  | Posición | Tiempo  | Posición |
| ----------- | -------------- | ------- | -------- | ------- | -------- | ------- | -------- |
| Laura Orgué | 10 km clásico  | —       | —        | —       | —        | 30:48,0 | 28       |
| Laura Orgué | 15 km skiatlón | 20:07,6 | 29       | 20:04,8 | 20       | 40:46,5 | 25       |